# Thelotornis usambaricus
Thelotornis usambaricus är en ormart som beskrevs av Broadley 2001. Thelotornis usambaricus ingår i släktet Thelotornis och familjen snokar. Inga underarter finns listade i Catalogue of Life.
Arten förekommer i Tanzania (bland annat i Usambarabergen), Kenya och Moçambique. Honor lägger ägg.